# Hoya de Buñol
La Hoya de Buñol (en valencien : Foia de Bunyol) est une comarque de la province de Valence, dans la Communauté valencienne, en Espagne. Son chef-lieu est Chiva.

## Communes

Communes de la Hoya de Buñol

- Alborache
- Buñol
- Cheste
- Chiva
- Dos Aguas
- Godelleta
- Macastre
- Siete Aguas
- Yátova